# Алексюк, Павел Павлович
Па́вел Па́влович Алексю́к (бел. Павел Паўлавіч Аляксюк, род. 28 ноября 1892 г. — дата и место смерти неизв.) — белорусский политический деятель.

## Биография
Образование получил в мужской гимназии Гродно и затем — на юридическом факультете Санкт-Петербургского университета (окончил в 1915 году). После Февральской революции 1917 года в России являлся членом Центрального бюро Белорусской социалистической громады (БСГ), в июне — июле 1917 года — заместителем старшины Белорусского национального комитета в Минске. Затем входил в состав исполнительного комитета Великой белорусской рады и Центральной белорусской войсковой рады. Из обоих в 1918 году был исключён, обвинённый в растрате средств. 21 февраля 1918 года, при вступлении в Минск оккупационных германских войск, приветствовал их вместе с белорусским политиком Романом Скирмунтом и представителями польских политических и военных организаций. Один из инициаторов провозглашения в марте 1918 года Белорусской народной республики. Во время немецкой оккупации становится членом Минского белорусского представительства.
После того, как германские войска были выведены из БНР, приветствовал в Минске вступление в город польской армии, а также лично Юзефа Пилсудского. 22 октября 1919 года назначен председателем Белоруской военной комиссии при польском генштабе. С осени 1920 года возглавлял в Варшаве эмигрантский Белорусский политический комитет. Участвовал в походе Русской Народной Добровольческой Армии  Станислава Булак-Балаховича против Красной армии. В ноябре 1920 года в Мозыре Балахович провозглосил создание (Второй) БНР. Алексюк в Раде БНР Балаховича получил пост министра иностранных дел.
В 1920-е годы занимался адвокатской практикой в Новогрудке, в оккупированной Польшей западной части БНР, где был также заместителем управляющего Товарищества белорусской школы. Дальнейшая судьба неизвестна.